# Videcosville
Videcosville [vidkovil] est une commune française, située dans le département de la Manche en région Normandie, peuplée de 88 habitants.

## Géographie
| Teurthéville-Bocage                      | Teurthéville-Bocage | Quettehou          |
| Montaigu-la-Brisette                     | Videcosville        | Quettehou          |
| Montaigu-la-Brisette, Octeville-l'Avenel | Octeville-l'Avenel  | Octeville-l'Avenel |

### Hydrographie
La commune est située dans le bassin Seine-Normandie. Elle est drainée par la Sinope, la Tortonne, le cours d'eau 01 du Moulin Saint-Laurent et la rivière de Clarbec,,.
La Sinope, d'une longueur de 18 km, prend sa source dans la commune de Montaigu-la-Brisette et se jette  dans la baie de Seine en limite de Lestre et de Quineville, après avoir traversé huit communes. 

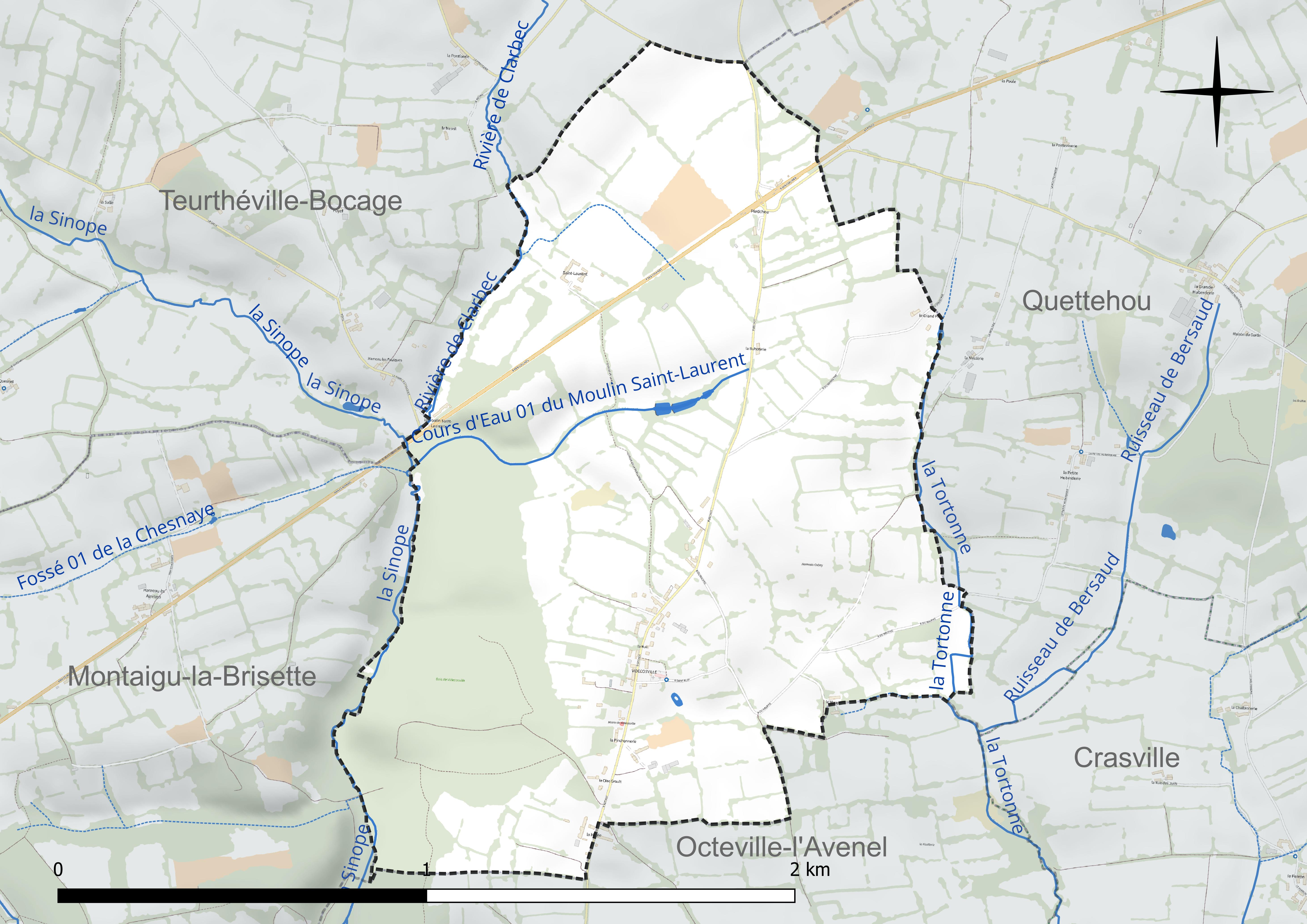
Réseau hydrographique de Videcosville.

### Climat
Pour des articles plus généraux, voir Climat de la Normandie et Climat de la Manche.
En 2010, le climat de la commune est de type climat océanique franc, selon une étude du CNRS s'appuyant sur une série de données couvrant la période 1971-2000. En 2020, Météo-France publie une typologie des climats de la France métropolitaine dans laquelle la commune est exposée à un climat océanique et est dans la région climatique  Normandie (Cotentin, Orne), caractérisée par une pluviométrie relativement élevée (850 mm/a) et un été frais (15,5 °C) et venté. Parallèlement le GIEC normand, un groupe régional d’experts sur le climat, différencie quant à lui, dans une étude de 2020, trois grands types de climats pour la région Normandie, nuancés à une échelle plus fine par les facteurs géographiques locaux. La commune est, selon ce zonage, exposée à un « climat maritime », correspondant au Cotentin et à l'ouest du département de la Manche, frais, humide et pluvieux, où les contrastes pluviométrique et thermique sont parfois très prononcés en quelques kilomètres quand le relief est marqué.
Pour la période 1971-2000, la température annuelle moyenne est de 10,8 °C, avec une amplitude thermique annuelle de 11,2 °C. Le cumul annuel moyen de précipitations est de 895 mm, avec 13,9 jours de précipitations en janvier et 8,5 jours en juillet. Pour la période 1991-2020, la température moyenne annuelle observée sur la station météorologique la plus proche, située sur la commune de Gonneville-Le Theil à 11 km à vol d'oiseau, est de 11,0 °C et le cumul annuel moyen de précipitations est de 940,4 mm,. Pour l'avenir, les paramètres climatiques de la commune estimés pour 2050 selon différents scénarios d’émission de gaz à effet de serre sont consultables sur un site dédié publié par Météo-France en novembre 2022.

## Urbanisme

### Typologie
Au 1er janvier 2024, Videcosville est catégorisée commune rurale à habitat très dispersé, selon la nouvelle grille communale de densité à sept niveaux définie par l'Insee en 2022.
Elle est située hors unité urbaine et hors attraction des villes,.

### Occupation des sols
L'occupation des sols de la commune, telle qu'elle ressort de la base de données européenne d’occupation biophysique des sols Corine Land Cover (CLC), est marquée par l'importance des territoires agricoles (79,5 % en 2018), une proportion identique à celle de 1990 (79,5 %). La répartition détaillée en 2018 est la suivante : prairies (52,3 %), terres arables (27,3 %), forêts (20,5 %). L'évolution de l’occupation des sols de la commune et de ses infrastructures peut être observée sur les différentes représentations cartographiques du territoire : la carte de Cassini (XVIIIe siècle), la carte d'état-major (1820-1866) et les cartes ou photos aériennes de l'IGN pour la période actuelle (1950 à aujourd'hui).

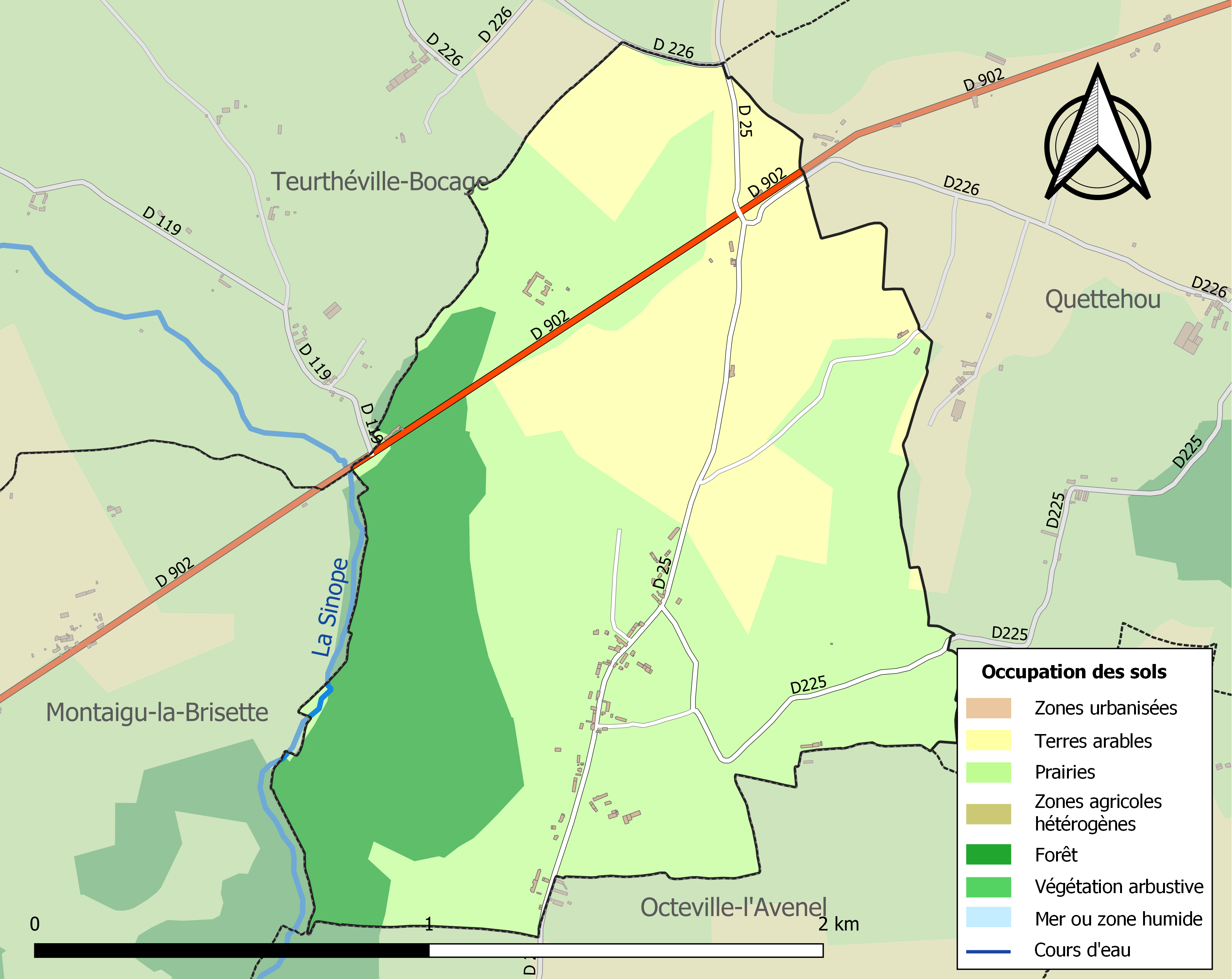
Carte des infrastructures et de l'occupation des sols de la commune en 2018 (CLC).

## Toponymie
Le nom de la localité est attesté sous les formes Widecovilla (sans date), Witequoville en 1215, Videcovilla vers 1280. On prononce vidd-kô-vil.
Il s'agit d'une formation toponymique en -ville au sens ancien de « domaine rural » ou « village ». Le premier élément Videcos- représente un anthroponyme conformément au cas général. Videcos- est sans doute le patronyme Videcoq, attesté par exemple à Saint-Cyr-Bocage au XVIe siècle. L'ancien français videcoq signifie « coq de bruyère » ou plutôt « bécasse ».
Remarques : les formes anciennes sont du type *Videcoville sans s, car celui-ci a été ajouté postérieurement pour noter la fermeture du [o]. Certains ouvrages attribuent une étymologie norroise au nom commun videcoq, mais le terme est attesté en Picardie, Flandres et Hainaut. Il est donc vain d'évoquer un hypothétique étymon scandinave *við-kokkr (non attesté). Il remonte vraisemblablement au vieil anglais *widucocc « bécasse » attesté sous les formes wuducoc (1050) ; widecoke (1321) > anglais woodcock. Widu étant une alternative connue et sans doute la forme primitive du vieil anglais wudu > wood.
Le gentilé est Videcosvillais.

## Histoire
À la suite des ravages de la guerre de Cent Ans, la paroisse est décrite en 1408 comme « toute vacante, pleine de ronces et d'espines, tant par les mortalités que par le fait des guerres… ».
Au XVIIIe siècle, le village était la possession de la famille Dancel de Quinéville, parmi laquelle on peut citer François Dancel (fl. au XVIe siècle) écuyer, seigneur de Quinéville et Videcosville.
La commune fut rattachée un temps à Crasville puis à Octeville-l'Avenel.

## Politique et administration
| Période                                  | Période   | Identité          | Étiquette | Qualité     |
| ---------------------------------------- | --------- | ----------------- | --------- | ----------- |
| 1959                                     | 1989      | Hubert Levaillant |           |             |
| 1989                                     | mars 2001 | Robert Godefroy   |           |             |
| mars 2001                                | mars 2014 | Hubert Alix       | SE        | Agriculteur |
| mars 2014                                | En cours  | Philippe Le Petit | SE        | Retraité    |
| Les données manquantes sont à compléter. |           |                   |           |             |

Le conseil municipal est composé de sept membres dont le maire et une adjointe.

## Démographie
L'évolution du nombre d'habitants est connue à travers les recensements de la population effectués dans la commune depuis 1793. Pour les communes de moins de 10 000 habitants, une enquête de recensement portant sur toute la population est réalisée tous les cinq ans, les populations de référence des années intermédiaires étant quant à elles estimées par interpolation ou extrapolation. Pour la commune, le premier recensement exhaustif entrant dans le cadre du nouveau dispositif a été réalisé en 2004.
En 2022, la commune comptait 88 habitants, en évolution de +10 % par rapport à 2016 (Manche : −0,31 %, France hors Mayotte : +2,11 %).
Videcosville est la commune la moins peuplée du canton de Quettehou.
| 1793 | 1800 | 1806 | 1821 | 1831 | 1836 | 1841 | 1846 | 1851 |
| ---- | ---- | ---- | ---- | ---- | ---- | ---- | ---- | ---- |
| 165  | 155  | 210  | 284  | 213  | 187  | 188  | 196  | 187  |

| 1856 | 1861 | 1866 | 1872 | 1876 | 1881 | 1886 | 1891 | 1896 |
| ---- | ---- | ---- | ---- | ---- | ---- | ---- | ---- | ---- |
| 192  | 180  | 189  | 144  | 145  | 159  | 143  | 154  | 130  |

| 1901 | 1906 | 1911 | 1921 | 1926 | 1931 | 1936 | 1946 | 1954 |
| ---- | ---- | ---- | ---- | ---- | ---- | ---- | ---- | ---- |
| 122  | 115  | 117  | 105  | 98   | 90   | 92   | 101  | 79   |

| 1962 | 1968 | 1975 | 1982 | 1990 | 1999 | 2004 | 2006 | 2009 |
| ---- | ---- | ---- | ---- | ---- | ---- | ---- | ---- | ---- |
| 91   | 77   | 79   | 73   | 69   | 80   | 88   | 88   | 82   |

| 2014 | 2019 | 2022 | - | - | - | - | - | - |
| ---- | ---- | ---- | - | - | - | - | - | - |
| 84   | 84   | 88   | - | - | - | - | - | - |

## Lieux et monuments

### Église Saint-Martin
L'église Saint-Martin des XIIIe, XVIIIe – XIXe siècles est composée d'une nef avec une tour en façade coiffée en bâtière. Elle dépendait du seigneur du lieu et date pour ses parties les plus anciennes de l'époque gothique (XIVe siècle). En témoigne son entrée au mur nord de la nef, sans transept, composée d'arcs brisés reposant sur des colonnettes à chapiteaux sculptés en calcaire. Ayant souffert des intempéries de l'hiver 1776, l'église connut de gros travaux de restauration entre 1840 et 1850, et sa tour ne fut achevée qu'en 1900. La toiture de l'église qui a été longtemps en chaume n'a vu sa nef pavée qu'après 1752.
L'édifice abrite un maître-autel du XVIIIe en bois de chêne peint et doré avec un tableau en bas-relief, une perque qui date de la même époque et arbore un grand christ en croix du XVIe, dans le sacré-cœur une Vierge à l'Enfant en pierre calcaire polychrome du premier tiers du XIVe. C'est la seule Vierge debout inscrite dans un décor architectonique qui soit conservé dans le département de la Manche,. Sont également conservées les statues en pierre calcaire de saint Éloi évêque du XVe repeinte dans le style néogothique et de saint Martin du XIXe, ainsi que des fonts baptismaux en pierre calcaire de la fin du XVIIe début du XVIIIe, un tableau le Sacré-Cœur du XVIIIe et une verrière du XXe de Gérard Bourget.

Église Saint-Martin de Videcosville
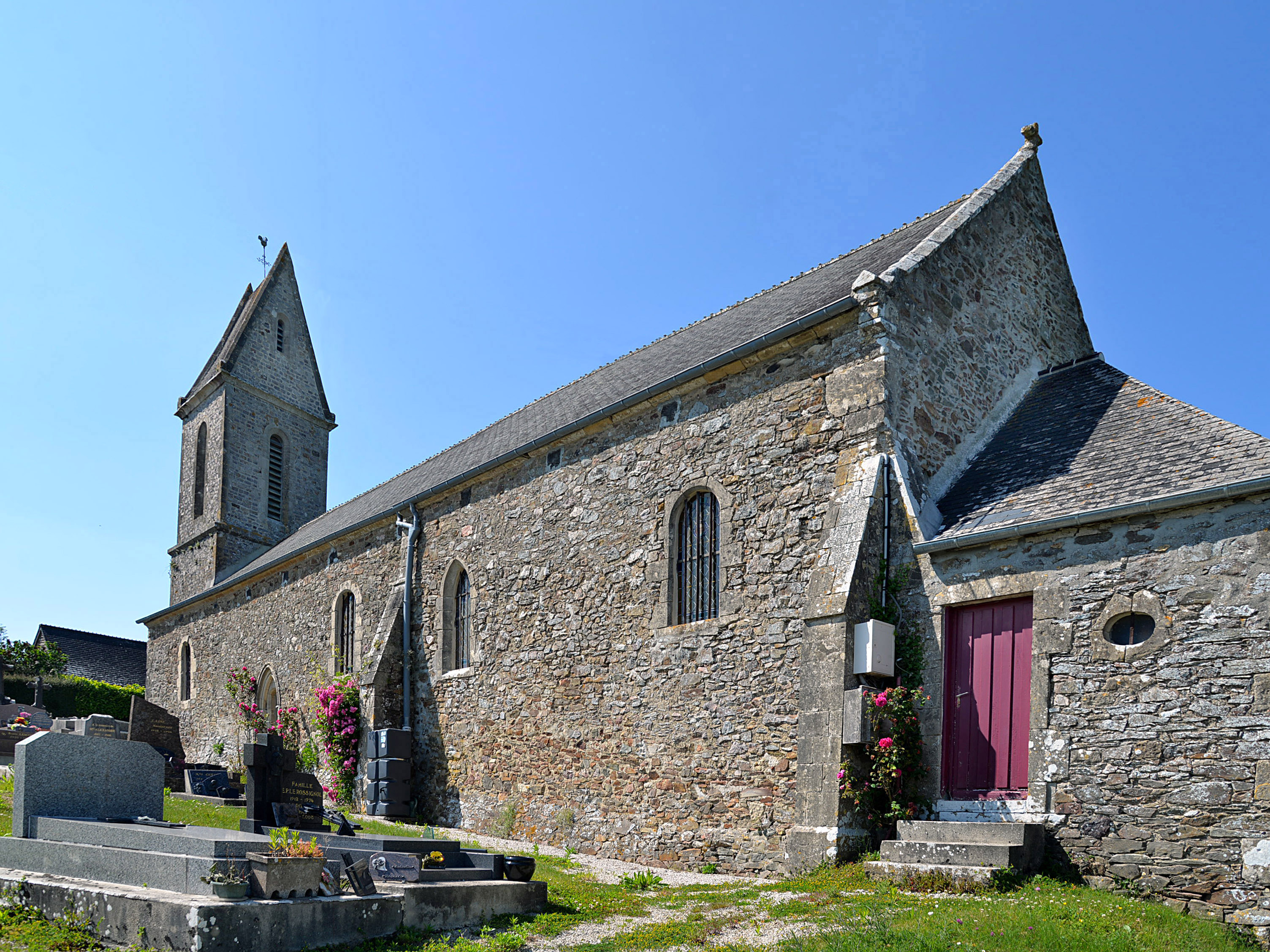
L'église vue du sud-est.
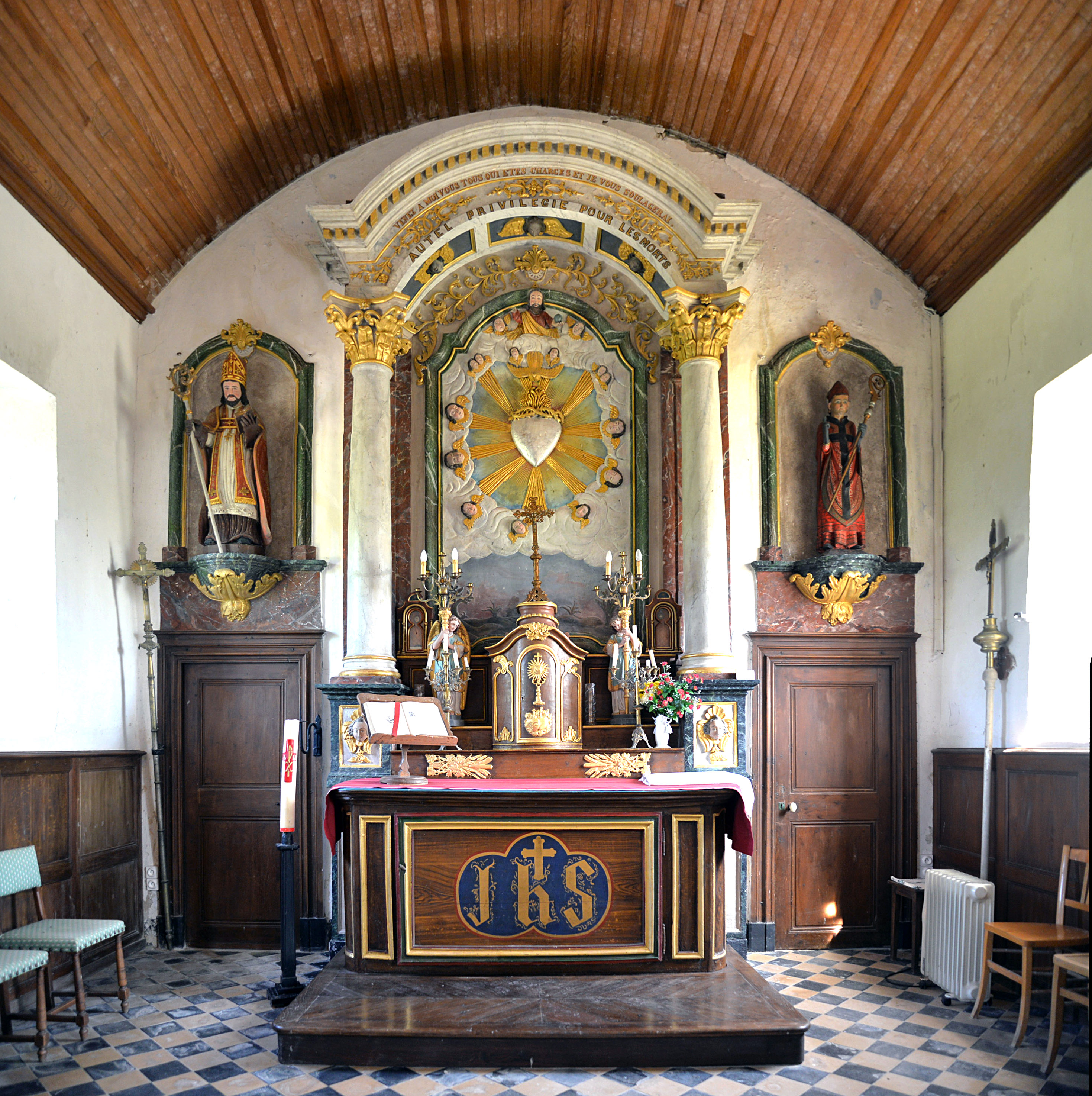
Le maitre-autel.
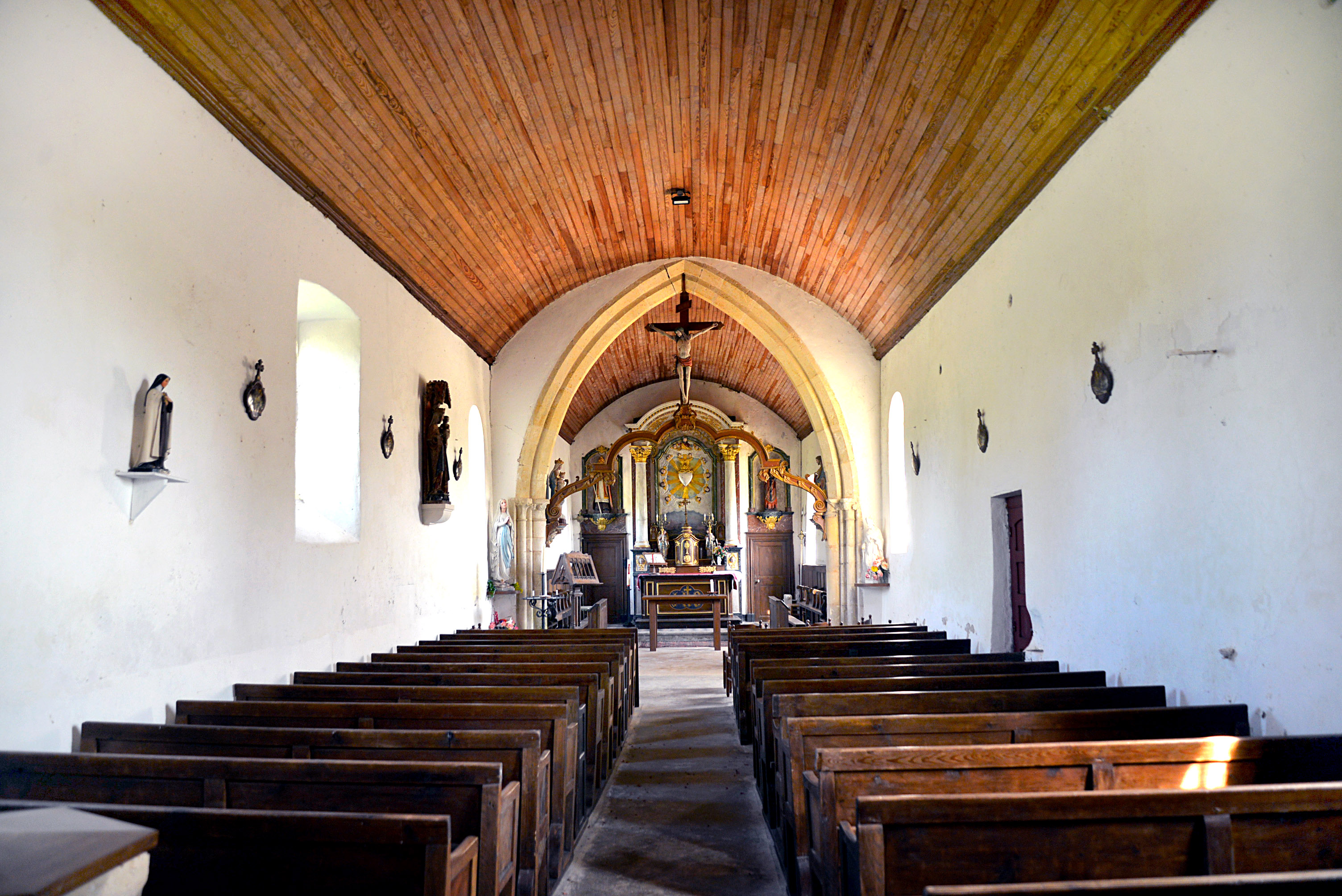
La nef et la poutre de gloire.
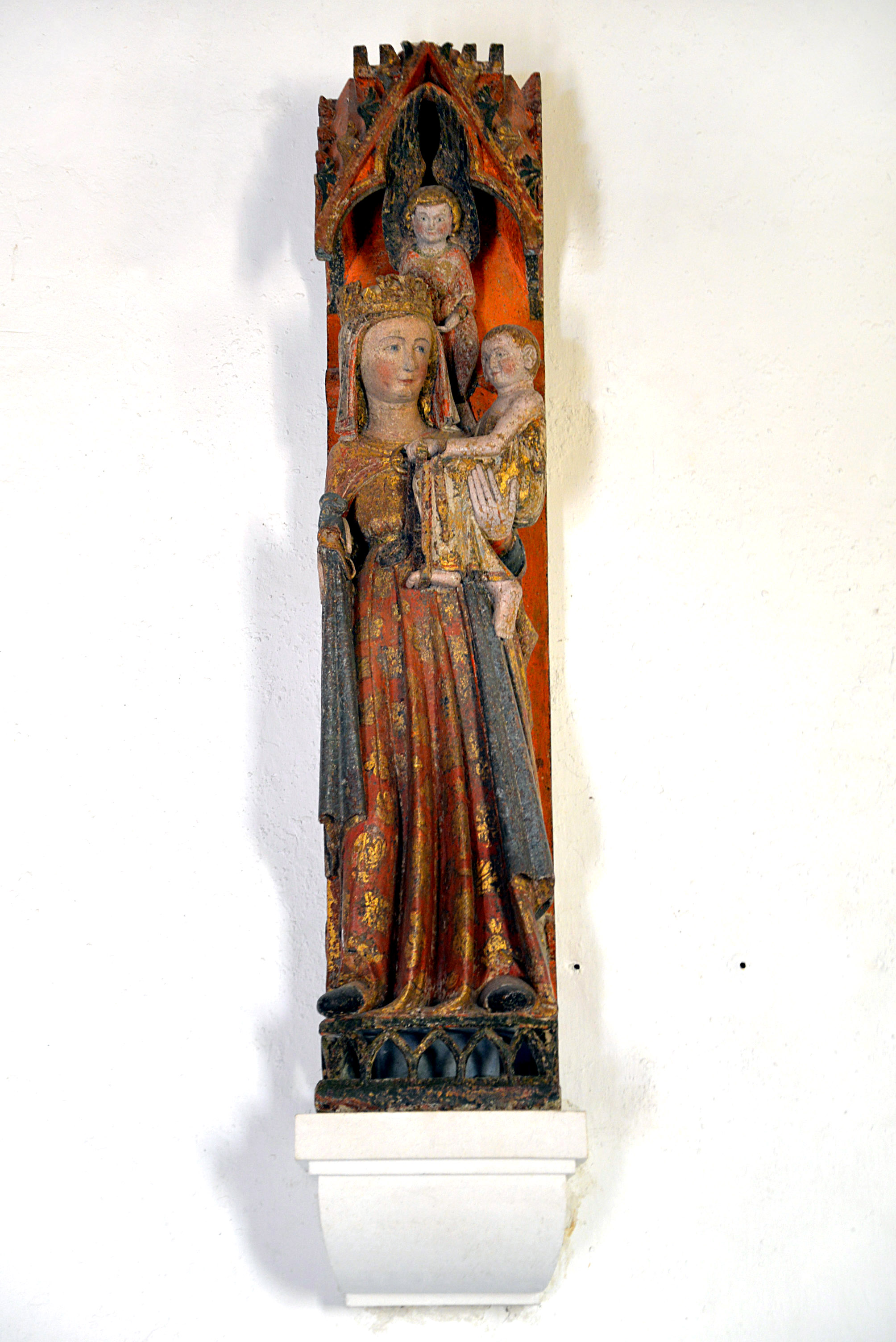
La Vierge à l'Enfant et son baldaquin.
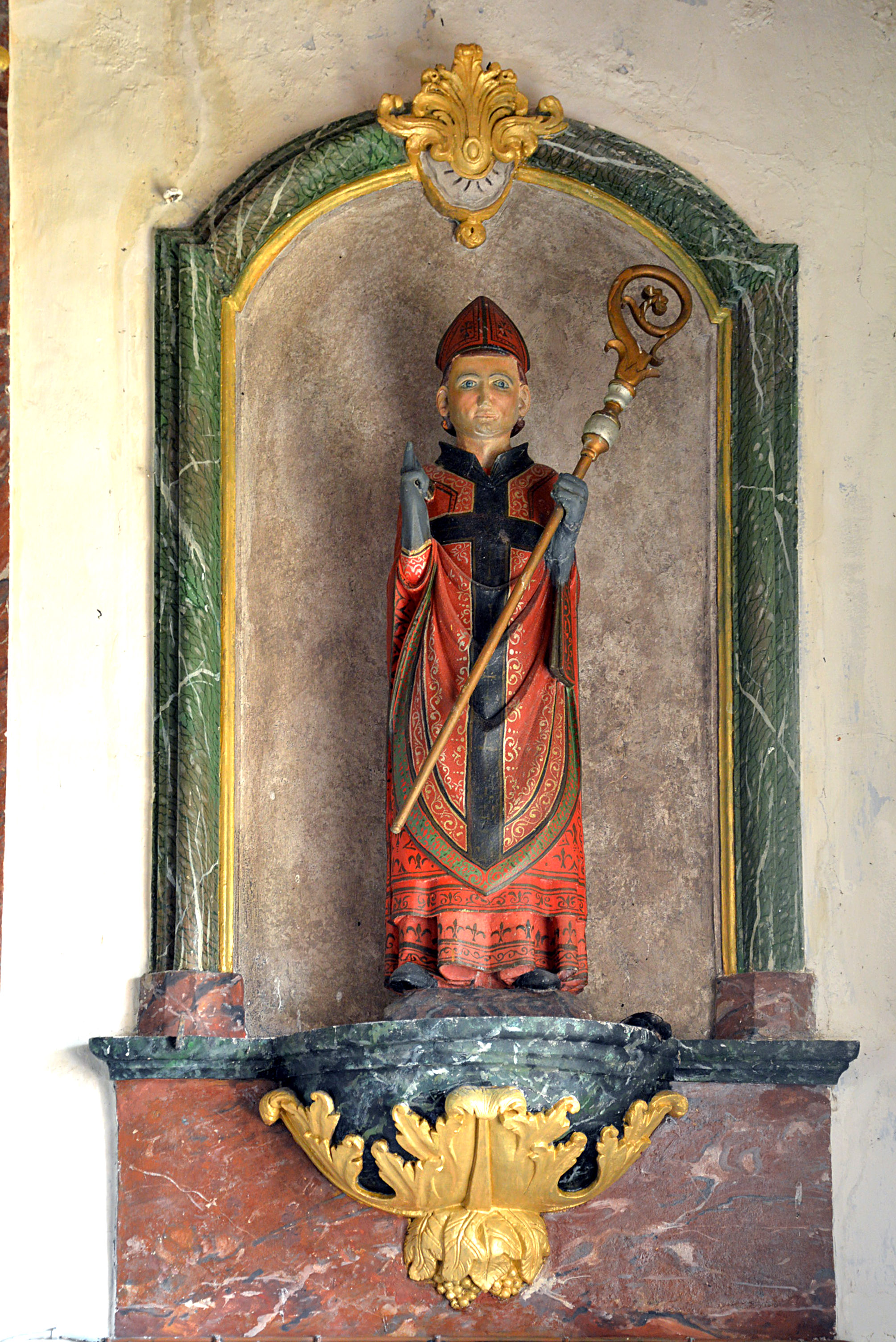
La statue de saint Éloi.
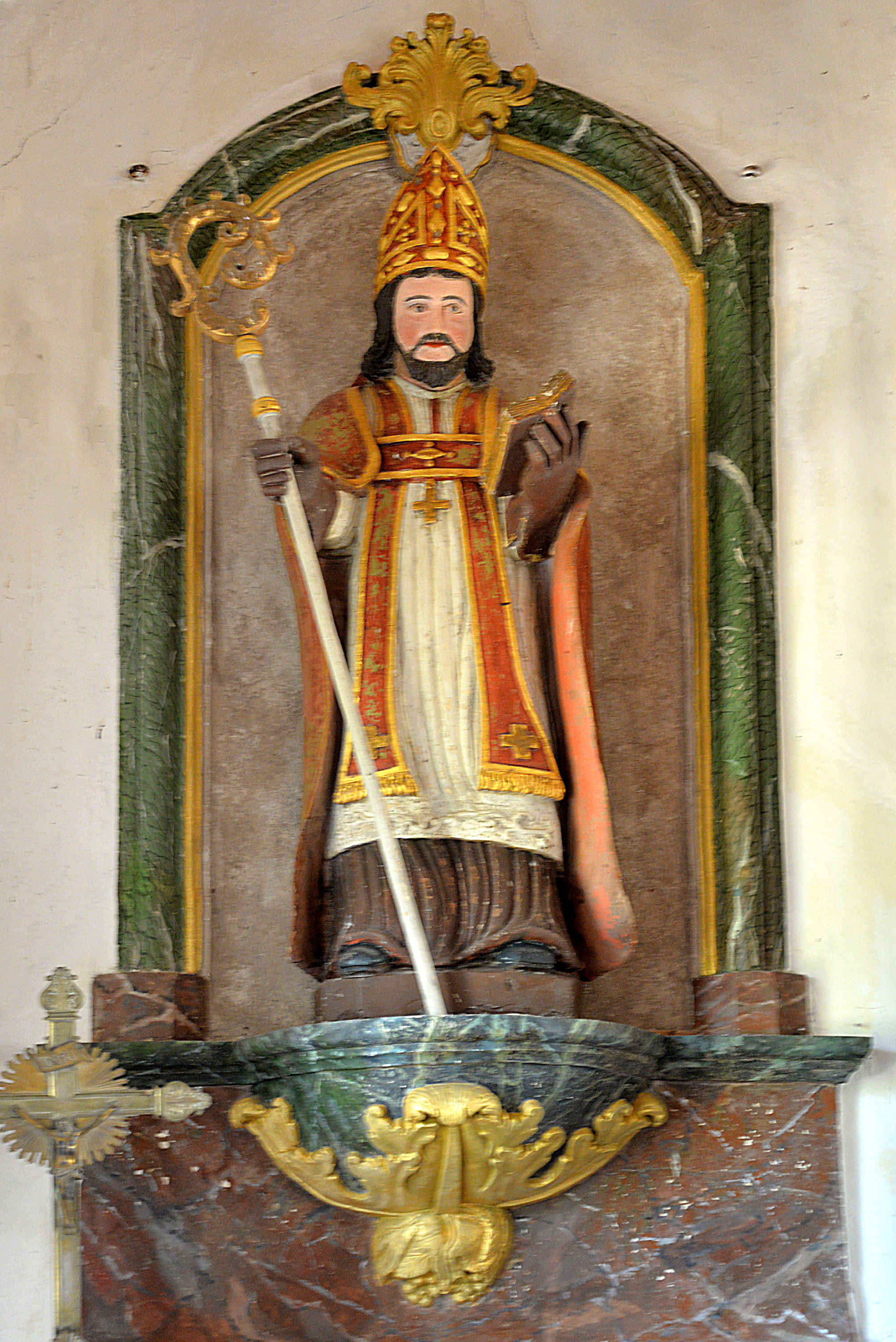
La statue de saint Martin.
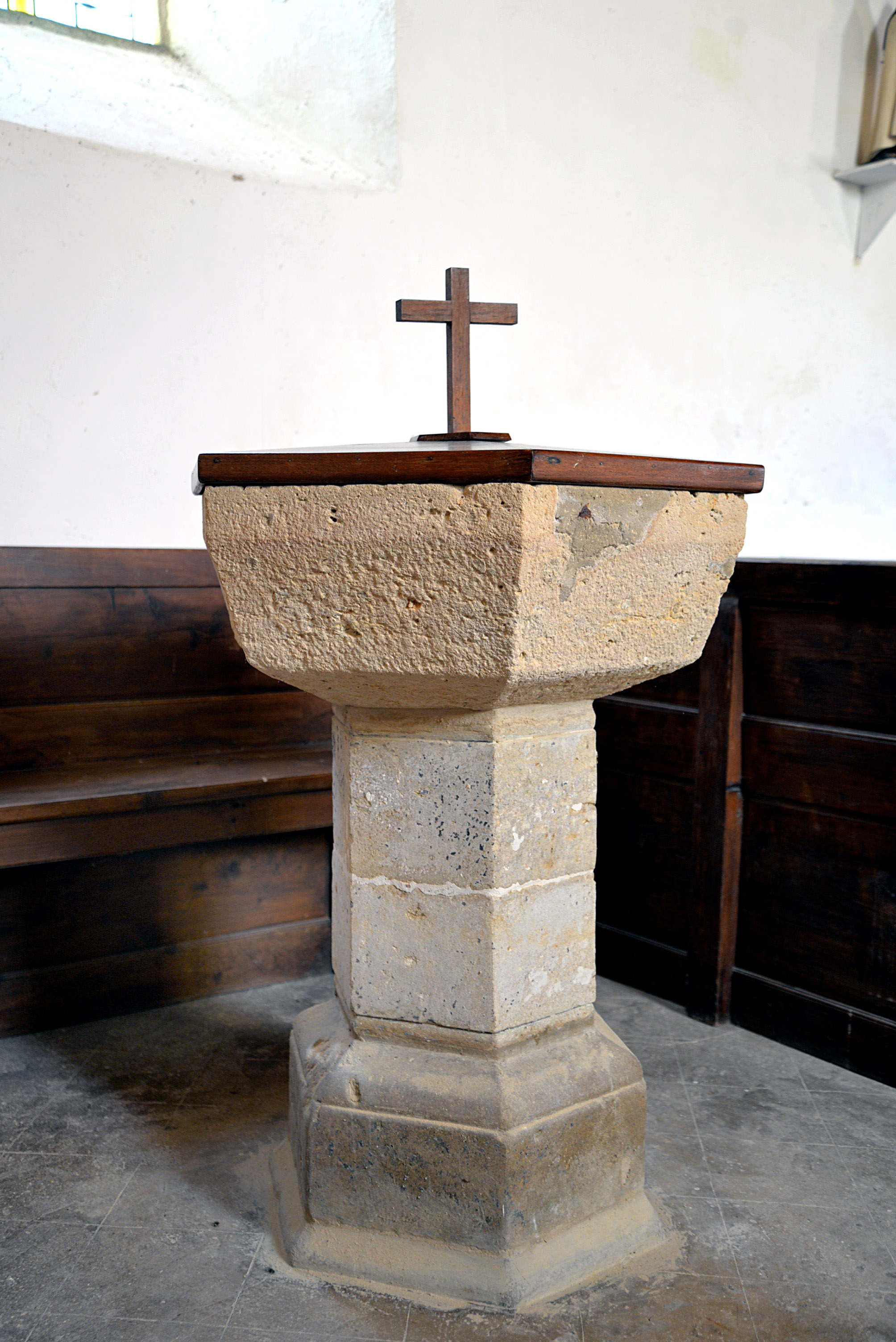
Les fonts baptismaux.

### Autres lieux et monuments
La ferme-manoir Saint-Laurent des XVIIIe siècle a été aménagée en chambres d'hôtes.
La fontaine Saint-Éloi située au pied de l'église est reconnue pour les maux d'yeux et les furoncles.
Croix de cimetière du XVe siècle.

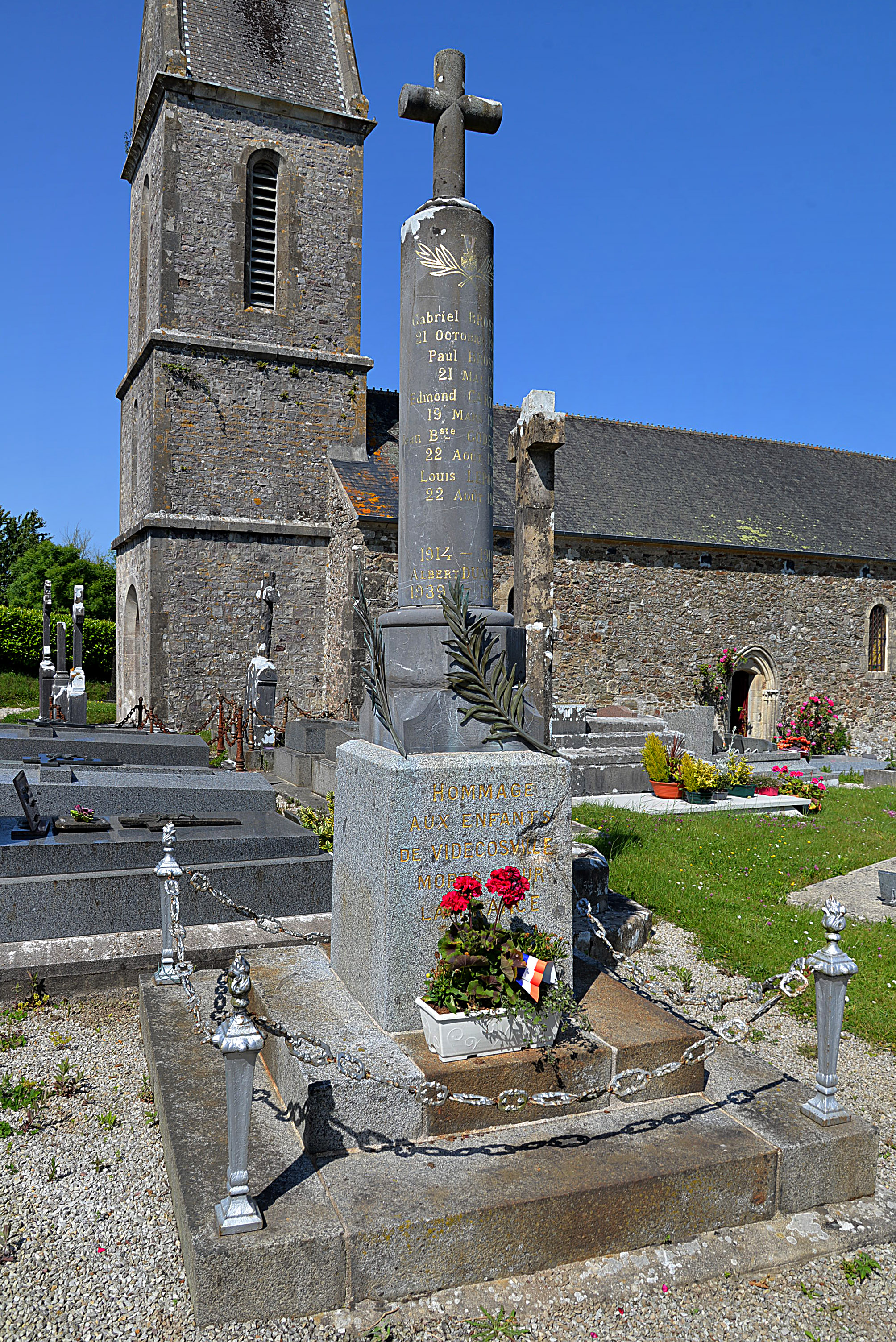
Le monument aux morts.

### Site naturel
Bois de Videcosville.